# Йозеф Гарпе
Йозеф Гарпе (нім. Josef Harpe; нар. 21 вересня 1887, Гельзенкірхен — пом. 14 березня 1968, Нюрнберг) — німецький воєначальник часів Третього Рейху, генерал-полковник (1944) Вермахту. Один з 160 кавалерів Лицарського хреста Залізного хреста з дубовим листям та мечами (1944). За часів Другої світової війни командував танковим корпусом, танковими арміями та групою армій німецьких військ.

## Біографія
Поступив на військову службу в вересні 1909 року в 56-й піхотний полк. У листопаді 1914-січні 1915 року командував ротою 56-го піхотного полку. З січня 1915 по листопад 1917 року — полковий ад'ютант 56-го піхотного полку. У січні 1918 року поранений. Потім служив в штабі 2-ї дивізії морської піхоти. 
Після війни продовжив службу в рейхсвері. З 1922 року служив у автотранспортному батальйоні, з лютого 1928 по квітень 1931 року — у військовому міністерстві в інспекції транспортних військ.
У квітні 1931 року офіційно звільнений з військової служби, оскільки з травня 1931 до жовтня 1933 року керував в СРСР військовим навчальним центром в Казані (так звана школа «Кама», де німецькі інструктори, формально — колишні офіцери, навчали радянських курсантів використанню бойових машин).
З листопада 1933 року знову на військовій службі в німецькій армії, в навчальному центрі транспортних військ (Цоссен). З жовтня 1935 року — командир 3-го танкового полку. Брав участь в окупації Судетської області та Чехії-Моравії, нагороджений двома медалями.
З серпня 1939 року — командир 1-ї танкової бригади. Учасник Польської кампанії. У жовтні 1940 року прийняв командування, яка під його керівництвом була в січні 1941 року переформована в 12-ту танкову дивізію. Під час операції «Барбаросса» 12-а танкова дивізія наступала на Мінськ, Смоленськ у складі групи армій «Центр», з вересня 1941 року — на Ленінград в складі групи армій «Північ». У січні 1942 року призначений командувачем 41-м танковим корпусом. З листопада 1943 року — командувач 9-ю армією. У травні 1944 року призначений командувачем 4-ю танковою армією. У вересні 1944 року очолив групу армій «Північна Україна» (перейменована в групу армій «А»).
17 січня 1945 року знятий з посади і відправлений в резерв командування сухопутних сил після прориву радянських військ в ході Вісло-Одерської операції. З 9 березня 1945 року — командувач 5-ю танковою армією на Західному фронті, 17 квітня 1945 року взятий в американський полон. До 14 квітня 1948 року перебував в таборі для військовополонених.

## Нагороди
- Залізний хрест
  - 2-го класу (21 вересня 1914)
  - 1-го класу (3 вересня 1915)
- Нагрудний знак «За поранення» в чорному (20 травня 1918)
- Почесний хрест ветерана війни з мечами
- Медаль «За вислугу років у Вермахті» 4-го, 3-го, 2-го і 1-го класу (25 років) (2 жовтня 1936) — отримав 4 нагороди одночасно.
- Медаль «У пам'ять 13 березня 1938 року»
- Медаль «У пам'ять 1 жовтня 1938» із застібкою «Празький град»
- Іспанський хрест в бронзі з мечами
- Застібка до Залізного хреста 2-го і 1-го класу
- Нагрудний знак «За танкову атаку» в сріблі
- Лицарський хрест Залізного хреста з дубовим листям і мечами
  - лицарський хрест (13 серпня 1941)
  - дубове листя (№55; 31 грудня 1941)
  - мечі (№36; 15 вересня 1943)
- Медаль «За зимову кампанію на Сході 1941/42»
- Орден Корони Румунії, великий офіцерський хрест з мечами
- Німецький хрест в золоті (19 лютого 1943)
- Відзначений у Вермахтберіхт (1 січня 1944)

Військова кар'єра
- 28 вересня 1909 — фанен-юнкер
- 1 березня 1910 — фанен-юнкер-унтер-офіцер
- 17 травня 1910 — фенріх
- 20 березня 1911 — лейтенант
- 15 квітня 1915 — обер-лейтенант
- 18 квітня 1918 — гауптман
- 1 квітня 1931 — майор
- 1 серпня 1934 — оберст-лейтенант
- 1 січня 1937 — оберст
- 30 серпня 1940 — генерал-майор
- 15 січня 1942 — генерал-лейтенант
- 1 червня 1942 — генерал танкових військ
- 20 травня 1944 — генерал-полковник